# Institut supérieur de l'automobile et des transports de Nevers
L'Institut supérieur de l’automobile et des transports de Nevers est l'une des 204 écoles d'ingénieurs françaises accréditées au 1er septembre 2020 à délivrer un diplôme d'ingénieur.
L'ISAT est rattaché à l'Université Bourgogne-Europe. L'école a été créée en 1991 et basée à Nevers. Depuis 2019, l'ISAT est un campus multi-sites avec une formation par alternance en génie industriel à Auxerre.  Il s'agit de la seule école publique d’ingénieurs en France entièrement tournée vers l’automobile et les transports.

## Présentation
L'ISAT forme des ingénieurs spécialisés en matériaux & structures, confort et comportement des véhicules, design & procédés, véhicule intelligent et autonome, infrastructures et réseaux de transports, ergonomie et biomécanique, sourcing technologique, sûreté des process & maintenance, industrialisation en particulier pour les secteurs automobile et transports.
La spécificité de l'ISAT est de couvrir l’ensemble des métiers de l’automobile et du transport : conception mécanique, validation, industrialisation, fabrication, qualité, etc.

## Administration

### Gouvernance
L'école est pilotée par un comité de Direction qui regroupe les responsables suivants :
- directeur ;
- directrice adjointe
- responsable administrative ;
- directeur des formations ;
- directeur du cycle préparatoire ;
- directeur du département énergétique EPEE ;
- directeur du département mécanique et ingénierie des transports MIT ;
- directeur du département infrastructures et réseaux de transports IRT;
- directeur des études pour la filière apprentissage ;
- directeur du département apprentissage en génie mécanique site de Nevers ;
- directeur du département apprentissage en génie industriel site d'Auxerre.

### Historique des directeurs
Les directeurs de l'école furent :
- Shahram Aivazzadeh (1991 - 2001) ;
- Georges Verchery (2002 - 2004) ;
- Bernard Metterich (2005)  ;
- Bivi Mouhamath (2005) ;
- Jean-Lorain Genty (2006-2009) ;
- Pierre Loonis (2010-2011) ;
- Luis Le Moyne[3] (2011-2021);
- Marc Zolghadri (mars à juin 2021) ;
- Thomas Paviot (2022-2023).

### Infrastructures

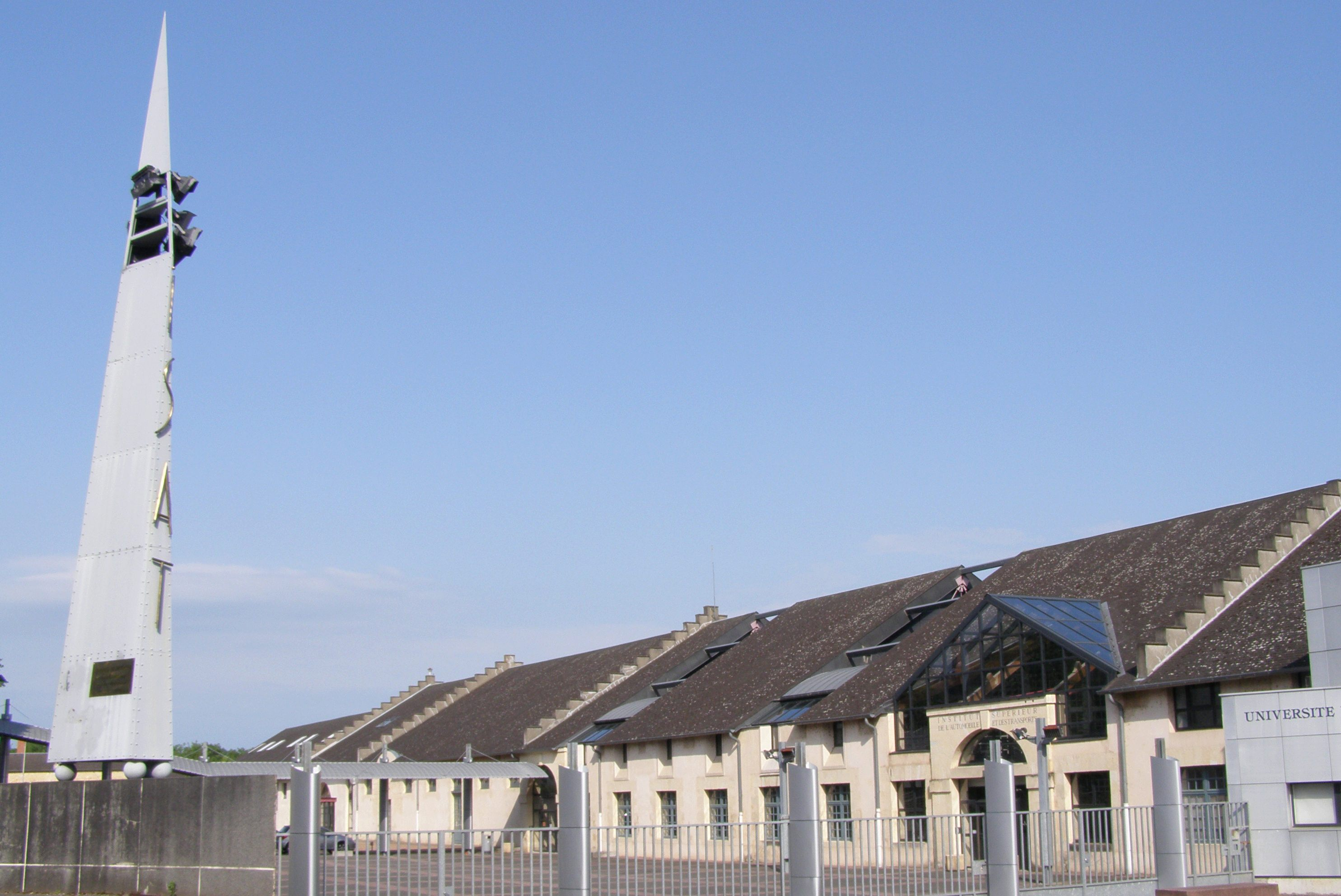

L'école possède 11 000 m2 de locaux dont 4 000 m2 destinés à l’enseignement, 1 750 m2 à la recherche et 700 m2 consacrés à la vie étudiante (foyer, salle de sport, etc.).
Parmi les équipements de recherche, l'école est équipée de quatre plateformes expérimentales en mécanique et acoustique, énergétique - moteur et environnement, construction et fabrication, informatique et électronique. Également, plusieurs salles informatiques (bureautique, internet, CAO, calcul scientifique, prototypage virtuel) sont proposées de même que les équipements suivants : bancs d’essais moteurs, centre d’usinage, chambre réverbérante, chambre climatique, machines d’essais mécaniques multiaxes, microscope électronique à balayage, etc.

## Formation

### Ingénieur ISAT
Le cursus dure cinq ans et se découpe en deux années de classes préparatoires intégrées et trois années de cycle ingénieur. Les enseignements sont majoritairement orientés vers l'automobile. Une place importante est réservée aux travaux pratiques.
Les enseignements proposés ont attrait aux sciences fondamentales (mathématiques, physique, chimie, informatique, électronique, matériaux, etc.), à la technologie (conception et fabrication mécanique, gestion de production industrielle, etc.), à la mécanique et énergétique automobile (calcul de structures, vibrations, acoustique, dynamique du véhicule (liaisons au sol, simulation de crash), propulsion (moteurs thermiques et hybrides), confort de l’habitacle, etc.), au management et à la culture d’entreprise (gestion, ressources humaines, droit, communication, etc.).
En parallèle, le choix d'une activité sportive parmi une vingtaine de sports  proposés est obligatoire et occupe une place de deux heures par semaine.
L'enseignement de la langue anglaise est obligatoire, avec la possibilité de choisir une seconde langue (allemand, espagnol, chinois).
En parallèle, les étudiants réalisent presque un an de stages en entreprise répartis sur les cinq années de formation.

#### Admission
L'admission à l'ISAT se fait après un Bac général spécialité scientifique  sur concours GEIPI POLYTECH.
Il est également possible d'intégrer l'école sur dossier en 2e ou 3e année pour les étudiants issus des classes préparatoires aux grandes écoles sur concours Polytech, CCINP, ENSEA, PASS'INGENIEUR des titulaires de DUT ou de Licence (L1, L2, L3) et en 4e année pour les titulaires d'un Master 1.

### Ingénieur par l'apprentissage en génie mécanique et en génie industriel
Les études durent trois ans et sont accessibles après un BTS, DUT, licence ou classes préparatoires aux grandes écoles. 
La  formation en génie mécanique sur le site de Nevers est tournée vers la mécanique, la reconception de produits et procédés innovants intégrant selon la spécialisation choisie la dimension ergonomie et biomécanique ou les achats techniques et veille technologique. 
La formation en génie industriel sur le site d'Auxerre est tournée vers l'industrialisation et la sûreté des process et maintenance.
Chacun de ces formations  compte 84 semaines en entreprise, 60 semaines de cours et 12 semaines à l'étranger[réf. nécessaire].

#### Admission pour les formations par apprentissage
L'admission se fait sur dossier, entretien et validation du contrat d'apprentissage.

### Diplôme national de Master
À la rentrée 2010, l'ISAT en partenariat avec Polytech'Orléans a mis en place un nouveau cursus entièrement enseigné en langue anglaise intitulé Master in Automotive Engineering for Sustainable Mobility.

Le Master recherche en mécanique et ingénierie MEETING propose un M2 recherche dans le domaine de la Science, Technologie et Santé avec la mention Sciences pour l'Ingénieur. 

### Relations internationales

#### Les partenariats internationaux
Plus de trente partenariats internationaux existent, universitaires ou industriels, permettant l’envoi de 40 % d’une promotion à l’étranger : 

##### Universités partenaires

###### Conventions Erasmus en Europe
- 3 en Allemagne (Karlsruhe, Zwickau, Kleve)
- 1 en Autriche (Graz)
- 1 en Belgique (Liège)
- 3 en Espagne (Valencia, Valladolid, Madrid)
- 1 en Finlande (Vaasa)
- 1 en Hongrie (Budapest)
- 2 Italie (Milan et Palerme)
- 1 en Norvège (Trondheim)
- 1 aux Pays-Bas (Arnhem)
- 1 au Portugal (Coimbra)
- 2 en République Tchèque (Liberec & Prague)
- 4 en Roumanie (Pitesti, Bucarest, Craiova et Cluj Napoca)
- 1 en Slovaquie (Bratislava)
- 1 en Suède (Göteborg Chalmers)

###### Conventions hors Europe
- 3 au Brésil (Curitiba, Itajuba, Diamantina)
- 2 au Canada (Montréal et Sherbrooke)
- 2 en Corée du Sud (Soongsil et Dankook)
- 1 en Malaisie (IIUM Kuala Lumpur)
- 3 au Maroc (ENSEM Casablanca, ENSAM Marrakech, E-Polytechnic Agadir)
- 1 au Mexique (Université autonome de l'état de Mexico)
- 1 en Thaïlande (Kasetsart University)
- 1 aux États-Unis (Tennessee Tech Cookeville)

###### Échange CREPUQ
2 Universités principales
- Québec (Sherbrooke) - 1 double diplôme avec l’Université de Sherbrooke
- Canada (ÉTS Montréal, Polytechnique Montréal) - 1 double diplôme avec l'ETS

#### L'accueil d'étudiants étrangers
L’ISAT accueille régulièrement des étudiants internationaux à l'ISAT en programme d'échanges Erasmus, sous accord bilatéral ou en candidature individuelle https://www.isat.fr/admissions/voie-internationale

## Activités de recherche
Les travaux de recherche des enseignants-chercheurs se font au sein du laboratoire DRIVE (Département de Recherche en Ingénierie des Véhicules pour l'Environnement). Il s'agit de :
- recherche sur l’optimisation énergétique et les systèmes de transport intelligents est centrée sur l’optimisation de la propulsion motorisée thermique, hybride et du stockage d’énergie ainsi que sur les systèmes intelligents de transports communicants,
- recherche sur la durabilité des matériaux composites et sur les vibrations et l'acoustique concernent l’allègement de structures par l’utilisation de matériaux ou structures composites performants, bio-sourcés ou non et multifonctionnels.
- travaux dans les domaines des vibrations et de l'acoustique concernant des patchs visco-contraints destinés à l'amortissement de grandes structures et des matériaux poreux visant à absorber les sons.

Le laboratoire DRIVE développe de nombreuses collaborations avec des partenaires industriels au travers de conventions bipartites, de projets collaboratifs et de laboratoires publics mixtes publics/privés. Ces partenariats sont notamment le fruit de fortes interactions avec la SATT GRAND EST et Welience (Pôle Automobile et Transports), laboratoires de valorisation de l'université de Bourgogne Franche-Comté.
Le laboratoire est sous la direction du Professeur Sidi-Mohammed Senouci.

## Débouchés
Les ingénieurs diplômés de l’ISAT sont présents dans plus de 500 entreprises de toute taille dont la majorité chez les grands constructeurs et équipementiers automobiles (70 à 80 %, d'une promotion).
Ils exercent également dans des secteurs connexes comme l'aéronautique et le ferroviaire (6 à 7 %).
Les principales fonctions qu'ils occupent sont la R&D et bureaux d'études à plus de 50 % et la gestion de la chaîne logistique (achats, logistique, méthodes, production) à 36 %.